# Rataje (Piła)
Pour les articles homonymes, voir Rataje.
Rataje (prononciation : [raˈtajɛ]) est un village polonais de la gmina de Łobżenica dans le powiat de Piła de la voïvodie de Grande-Pologne dans le centre-ouest de la Pologne.
Il se situe à environ 1 kilomètre à l'ouest de Łobżenica (siège de la gmina), 39 kilomètres au nord-est de Piła (siège du powiat), et à 105 kilomètres au nord de Poznań (capitale de la Grande-Pologne).

## Histoire
De 1975 à 1998, le village faisait partie du territoire de la voïvodie de Piła.

Depuis 1999, Rataje est situé dans la voïvodie de Grande-Pologne.
Le village possède une population de 373 habitants en 2012.